# Emil Młynarski
Emil Szymon Młynarski (phát âm tiếng Ba Lan: [ˈɛmil ˈʂɨmɔn mwɨˈnarskʲi], sinh ngày 18 tháng 7 năm 1870, mất ngày 5 tháng 4 năm 1935) là nhạc trưởng, nghệ sĩ vĩ cầm, nhà soạn nhạc và là nhà giáo Ba Lan.

## Đời sống
Młynarski sinh ra tại Kibarty (Kybartai), Đế quốc Nga (nay thuộc Litva). Ông cùng Leopold Auer học chơi đàn vi-ô-lông, và cùng Anatoly Lyadov và Nikolai Rimsky-Korsakov soạn nhạc. Ông là nhạc trưởng sáng lập của Dàn nhạc giao hưởng quốc gia Warszawa. Từ năm 1910 đến năm 1916, ông là nhạc trưởng Dàn nhạc Scotland ở Glasgow. Ông là người chỉ huy buổi ra mắt vở opera King Roger của Karol Szymanowski.
Trong cuộc đời nghệ thuật của mình, Młynarski sáng tác bản giao hưởng dành riêng cho quê hương của mình (Giao hưởng cung Fa trưởng, Op. 14, mang tên Polonia), và hai bản concerto violin (1897, 1917). Bản concerto năm 1917 thuộc cung Rê trưởng, Op. 16, được hai nghệ sĩ Konstanty Kulka và Nigel Kennedy thu âm.
Emil Młynarski qua đời ở Warzsawa, thọ 64 tuổi. Con gái tên là Wanda kết hôn với Wiktor Labunski, Aniela kết hôn với Mieczysław Munz và sau đó là kết hôn với Arthur Rubinstein. Emil Młynarsk là ông nội của John Rubinstein và ông cố của Michael Weston, cả hai người này đều là diễn viên người Mỹ. Ông có quan hệ mật thiết với nhà thơ, ca sĩ nổi tiếng người Ba Lan Wojciech Młynarski (1941-2017) và con gái ông là Agata Młynarska (sinh năm 1965) là một nhà báo truyền hình nổi tiếng Ba Lan.
Một số học trò nổi tiếng của ông là Pyotr Stolyarsky (thầy của David Oistrakh), Paul Kochanski, Alexander Zhitomirsky, Paul Kletzki và Wiktor Labunski. 